# Fieseler Fi 157
Le Fieseler Fi 157 fut une tentative infructueuse de developper une cible aérienne radio-guidée de taille réelle.

## Conception
En 1937, le Reichsluftfahrtministerium (RLM) passa un contrat avec Fieseler pour produire un drone radio-guidé destiné à servir de cible aérienne. Le résultat fut le Fi 157 : un monoplan à aile basse et empennage bi-dérive, construit entièrement en bois, qui était porté par un bombardier avant d’être largué. Les trois prototypes construits se sont tous écrasés durant les essais. Un unique exemplaire piloté, désigné Fieseler Fi 158, fut construit pour tester le guidage à distance,. Il vola pour la première fois le 9 mars 1938.